# کانال دی (رومانی)
کانال دی (انگلیسی: Kanal D)، یک کانال تلویزیونی سراسری در رومانی و بخشی از دوغان هولدینگ است که متعلق به ترک‌های آناتولی غول رسانه ای آیدین دوغان است. این کانال در تاریخ ۱ مارس ۲۰۰۷ افتتاح شد.